# Hypsopygia olinalis
Hypsopygia olinalis là một loài bướm đêm thuộc họ Pyralidae. Nó được tìm thấy ở miền đông Bắc Mỹ.
Sải cánh dài 16–24 mm. Con trưởng thành bay từ tháng 5 đến tháng 8 in the north-east và từ tháng 5 đến tháng 9 in North Carolina.
Ấu trùng ăn Quercus species.